# 9268 Jeremihschneider
9268 Jeremihschneider eller 1978 VZ2 är en asteroid i huvudbältet som upptäcktes den 7 november 1978 av de båda amerikanska astronomerna Eleanor F. Helin och Schelte J. Bus vid Siding Spring-observatoriet. Den är uppkallad efter Jeremih Paul Schneider.
Asteroiden har en diameter på ungefär 3 kilometer.